# Rannisvaara
Rannisvaara är en kulle i Finland. Den ligger i Savukoski i landskapet Lappland, i den norra delen av landet, 900 km norr om huvudstaden Helsingfors. Toppen på Rannisvaara är 382 meter över havet.
Terrängen runt Rannisvaara är huvudsakligen platt, men norrut är den kuperad.  Trakten runt Rannisvaara är nära nog obefolkad, med mindre än två invånare per kvadratkilometer. Det finns inga samhällen i närheten. Omgivningarna runt Rannisvaara är i huvudsak ett öppet busklandskap.